# Danmarks runeindskrifter 99
DR 99 är en vikingatida ( efter-Jelling) runsten av granit i Øster Bjerregrav kyrka, Øster Bjerregrav socken och Randers kommun.

## Inskriften
Translitterering av runraden:
kuþa : risþi : stin : þansi : auft¶(i)ʀ : þurbiurn : buta : sin : ¶ miuk : kuþan : þikn : ian ¶ þurþr : rist : runaʀ ¶ þasi
Normalisering till rundanska:
Gyþa resþi sten þænsi æftiʀ Þorbiorn, bonda sin, miok goþan þægn. Æn Þorþr rest runaʀ þæssi.
Översättning till nusvenska:
Gyda reste denna sten efter hennes man Torbjörn, en mycket god tegn. Tord ristade dessa runor.
Torbjörn är miuk : kuþan : þikn, "en mycket god tegn", som kan jämföras med  ypperste tegn bistat : þikn på närliggande DR AUD1995;279.